# Rhipidia (Rhipidia) juninensis
Rhipidia (Rhipidia) juninensis is een tweevleugelige uit de familie steltmuggen (Limoniidae). De soort komt voor in het Neotropisch gebied.